# Alistair Smythe
Alistair Smythe är en superskurk i Marvels universum och en av Spindelmannens fiender, skapad av Louise Simonson och Mary Wilshire. 

## Fiktiv biografi
Till en början var Alistair handikappad och satt i rullstol. Hans far, Spencer Smythe, använde robotar för att förgöra sina fiender. Han blev anställd av Norman Osborn för att göra sig av med Spindelmannen. Han använde då enorma robotar som han kallade Spider-Slayers. När Spencer omkom i en explosion tog Alistair över hans verksamhet för att hämnas på Spindelmannen och alla andra som han ansåg vara ansvariga för sin fars död och började jobba för Kingpin.
Han muterades senare till Ultimate Spider-Slayer. Han fick då övermänsklig styrka, osårbarhet och förmågan att gå igen. Han fick även dödliga, framåtböjda skjutvapen på varje axel.

## Filmografi
I TV-serien från 1994 gjorde Maxwell Caulfield hans engelska röst och Hans Jonsson hans svenska röst.